# Heisteria
Heisteria es un género de plantas con flores  pertenecientes a la familia de las olacáceas. Comprende 79 especies descritas y de estas, solo 30 aceptadas. Se distribuyen  3 en África y las restantes en América tropical, sólo 5 o 6 especies se hallan en Centroamérica, mayormente en Panamá y Costa Rica.

## Descripción
Son arbustos, árboles o raramente bejucos escandentes. Hojas glabras. Inflorescencias a veces fasciculadas, muchas de las flores abortan temprano y pocas forman frutos; cáliz cupuliforme, 5-lobado, acrescente y frecuentemente rojo cuando está fructificando; pétalos 4–5, glabros a vellosos por dentro; estambres 10, en 2 verticilos; ovario súpero, óvulos 3, estilo corto, estigma 3-lobado. Fruto una drupa elipsoide o globosa, casi siempre muy coloreada, con 1 semilla.

## Taxonomía
El género fue descrito por Nikolaus Joseph von Jacquin y publicado en Enumeratio Systematica Plantarum, quas in insulis Caribaeis 4, 20. 1760. La especie tipo es: Heisteria coccinea Jacq. 

## Especies seleccionadas
- Heisteria asplundii, Sleumer
- Heisteria cyathiformis, Little
- Heisteria maguirei, Sleumer
- Heisteria pallida Engl.